# Slag bij Boonsboro

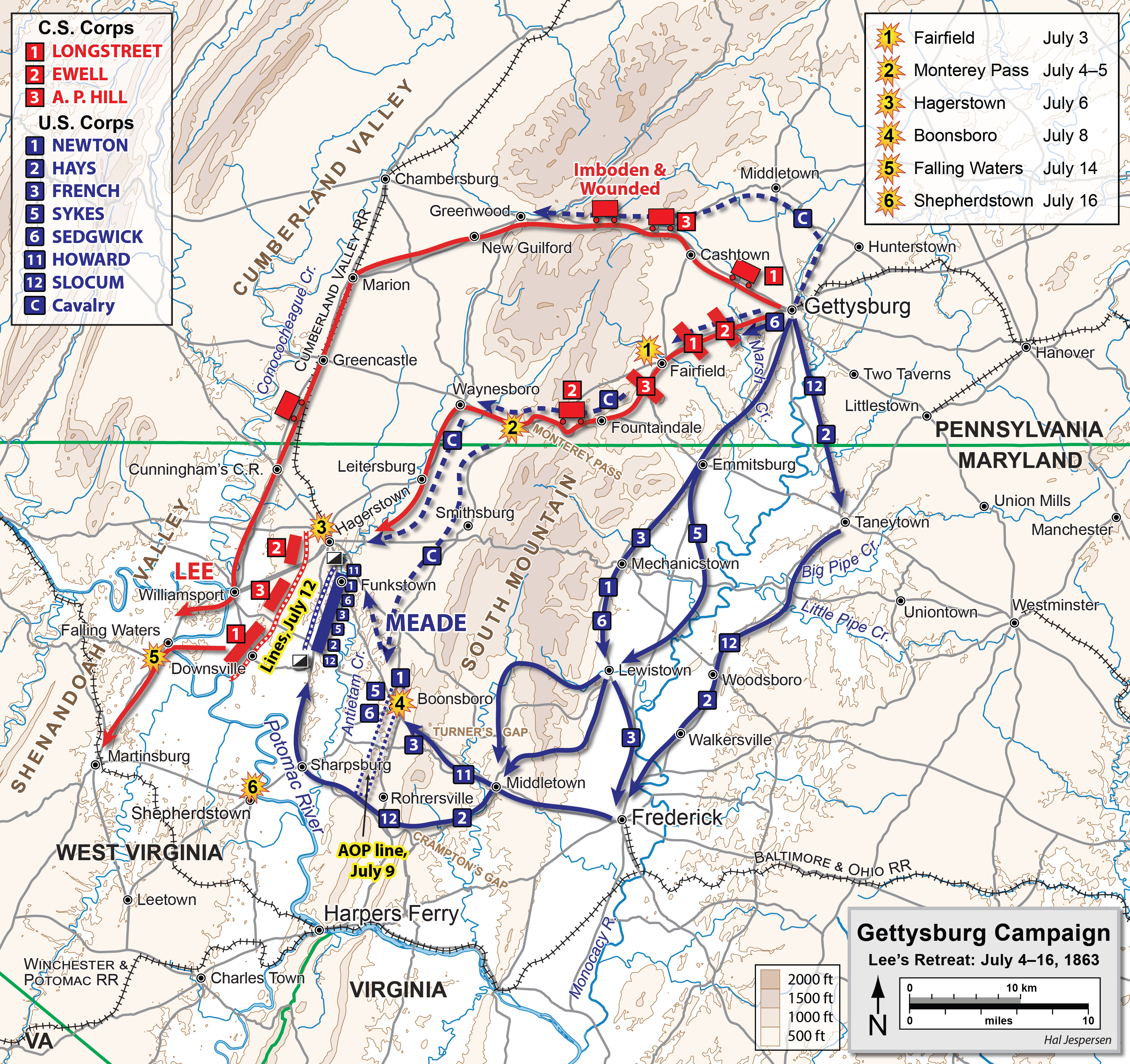
Gettysburgveldtocht (bewegingen van 5 tot 14 juli)

De Slag bij Boonsboro vond plaats op 8 juli 1863 in Washington County, Maryland tijdens de Terugtocht van Gettysburg in de Amerikaanse Burgeroorlog.
Terwijl de Army of Northern Virginia onder leiding van generaal Robert E. Lee zich terugtrok naar Virginia na de Slag bij Gettysburg beschermde de Zuidelijke cavalerie de passen bij South Mountain. De Zuidelijke cavalerie vocht hier achterhoedegevechten uit tegen elementen van de 1st en 3rd Cavalrydivisies die ondersteund werden door infanterie.

## De slag
De Zuidelijke generaal-majoor J.E.B. Stuart kreeg het bevel van Robert E. Lee om de Noordelijke cavalerie te lokaliseren en te voorkomen dat deze vijand de routes naar Williamsport en de rivier de Potomac zouden afsnijden. Dit resulteerde in de grootste en langste cavalerieslag in Maryland tijdens de Gettysburgveldtocht.
Stuart rukte met vijf cavaleriebrigades op vanuit Funkstown en Williamsport om de Noordelijken te lokaliseren. Hij botste op Noordelijke tegenstand bij Beaver Creek Bridge op ongeveer 7 km ten noorden van Boonsboro. Rond 11.00u hadden de Zuidelijken door de vijandelijke linies gebroken. De strijdende eenheden kwamen echter in een moerassig veld terecht waardoor ze beiden moesten afstijgen en verder vechten als infanteristen.
In de loop van de namiddag brak de Noordelijke linkerflank onder leiding van Kilpatrick door een tekort aan munitie en de grote Zuidelijke druk. Rond 19.00u werd de opmars van Stuart gestopt door de aankomst van Noordelijke infanterie. Stuart trok zich in noordelijke richting terug naar Funkstown, Maryland waar hij twee dagen later de Noordelijke opmars opnieuw zou vertragen in de Slag bij Funkstown.